# Schönerting
Schönerting (früher Schönhering, später Schönherding) ist ein Kirchdorf an der Vils, das zur Stadt Vilshofen an der Donau gehört. Bis 1972 war es Teil der eigenen Gemeinde Aunkirchen. Nahegelegene Ortschaften sind Walchsing, Aunkirchen und Aldersbach.

## Geschichte
Erstmals urkundlich erwähnt wurde das adlige Eigengut Scaonheringa bei einer Übergabe durch Reginwart an das Kloster Niederalteich. Im Jahre 1094, als Bernhardus de Shonheringen als Zeuge bei Schenkungen an das Kloster Formbach am Inn verzeichnet wurde, begann die Grundherrschaft und der Zeitraum als Edelsitz des Adelsgeschlechts von Schönhering-Blankenberg.
Der Edelsitz, zu dem ein Schloss, der Hofbau, die Taferne, ein Badhaus und eine Sölde gehörten, ging schließlich im 14. Jahrhundert in den Besitz der Vischgrätl, im 15. Jahrhundert der Gockendorfer, später der Kadinger und zuletzt der Grafen Goder von Kriestorf zu Walchsing über. Die übrigen Güter des Ortes, die ursprünglich dem Kloster Aldersbach gehört hatten, waren im Besitz der Klöster Osterhofen und Fürstenzell. Auch dem Chorherrenstift in Vilshofen gehörten Teile, das Gros jedoch der Herrschaft Haidenburg, der auch die Hofmarktsrechte zustanden. Die Aufteilung in geistliche und weltliche Grundherrschaften war damals nicht ungewöhnlich.
1407 wurde die Hälfte des Sitzgutes (an „gemauertem stök und sicz“) von Mattheus dem Granns zusammen mit seiner Hausfrau Dorothea, Tochter des Heinrich des Aystershaimer, nebst Zubehör dem Passauer Bischof Georg von Hohenlohe verkauft. Aus der Verkaufsurkunde ist ersichtlich, dass zu diesem Edelsitz, der hier erstmals erwähnt wurde, noch weitere Huben in anderen Orten gehörten und dass es ein väterliches Erbe der Verkäuferin war. 1417 erwarb der Bischof auch den verbleibenden Teil des Besitzes von Erasm Preysinger und seiner Hausfrau Anna, die ebenfalls eine Tochter des verstorbenen Heinrich Aystershaimer gewesen war. Die Gockendorffer führten die Grundherrschaft mit Erasmus 1470 fort, was die niederbayrische Landtafel von 1490 bezeugt. Er verkaufte 1506 schließlich an Anton Kadinger von Kading, derselbst sich dann von Schönhering nannte.
Ein Haidenburger Manuskript aus dem Jahr 1600 dokumentiert: „In Schönhering ist nit weniger ein kleiner gemauerter Edelmannsitz vorhanden, so Hansen Kadinger, in Vilshofen wohnend, zugehörig, hat kein Graben umb sich und liegt zunächst der Vils.“
Bis nach 1669 blieb der Sitz im Eigentum der Kadinger und wurde dann das der Goder von Kriestorf. Diese hatten ihn bis zu ihrem Aussterben im Jahre 1789 inne. Das Lehen selbst fiel hernach an den bayrischen Kurfürsten, der es ein Jahrzehnt später an Elisabeth Reichsgräfin von Bettschard, die auch die daraufliegenden Schulden übernahm, in durchgehendem Manns- und Weibsritterlehen vergab. 1790, noch im Jahr der Übergabe, kaufte das Kloster Aldersbach mit lehensherrlicher Ratifikation den Edelsitz.
1737/38 wurde die Hofmark Schönhering, zusammen mit Harbach, vom Augustiner Kollegiatstift erworben und von nun an von dort verwaltet. Im Zuge der Säkularisation von 1803 gingen die Hofmarken in den Besitz des Kurfürstentums Bayern über.
Bei der Gemeindebildung wurde Schönerting 1818 ein Teil der Gemeinde Walchsing, kam 1821 zu Aunkirchen und schließlich mit ihm im Zuge der Gebietsreform am 1. Januar 1972 zu Vilshofen.
Nach einem Brand 1854 wurde der Edelsitz zu Schönerting vollständig abgetragen.
Seit 1887 wird in der örtlichen Gastronomie Bier ausgeschenkt, das aus der Brauerei Aldersbach des Freiherrn von Aretin im unweit gelegenen Markt Aldersbach geliefert wird.
2001 wurde der Dorfplatz erneuert und ein Springbrunnen errichtet sowie ein Gebäude für die Freiwillige Feuerwehr. 2003 wurde Schönerting zum schönsten Dorf des Landkreises Passau gewählt.

## Zur Namensgeschichte
„Die heutige Namensform Schönerting ist eine Entstellung der alten: einmal ist das h im Inlaut verstummt, wie auch die Endsilbe -en, und dann ist ein t hinzugetreten, ein sog. epithetisches t, manchmal ist es ein d. Erstmals heißt es 1597 Schönherding. [Ursprünglich wohl Sconheringa, wie ein gleichnamiger Ort bei Linz.] Dieser Dentallaut hält sich bis heute. Bei der Deutung des Namens haben wir auszugehen von dem Personennamen Schönher(r), bezogen auf Gestalt und Wesensart. Denken wir an den Gegenbegriff Übelherr, der ja auch als Familienname vorkommt, dann wird das Vorstellungsbild klarer.“

## Kultur

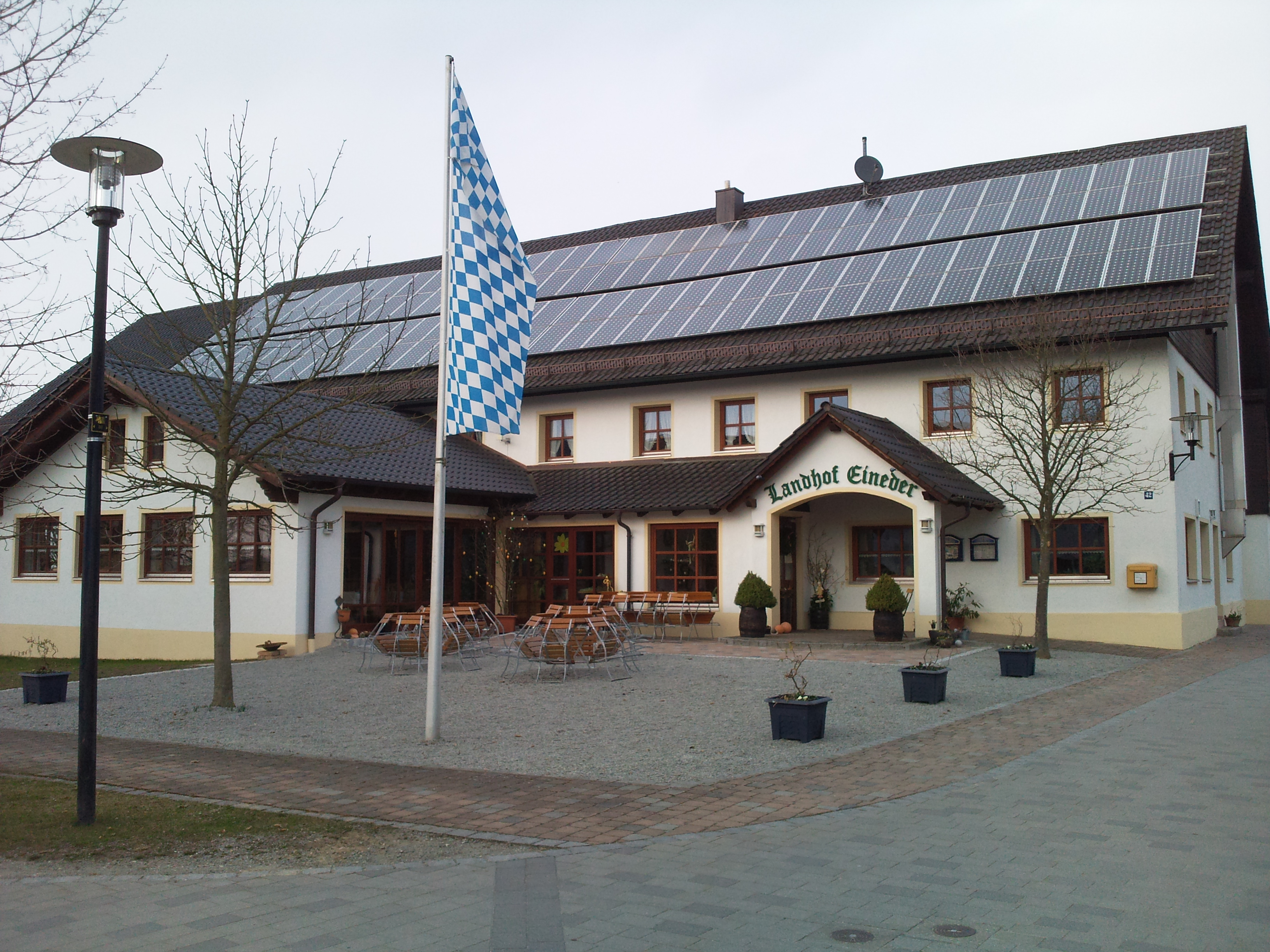
Der Landhof Eineder in Schönerting

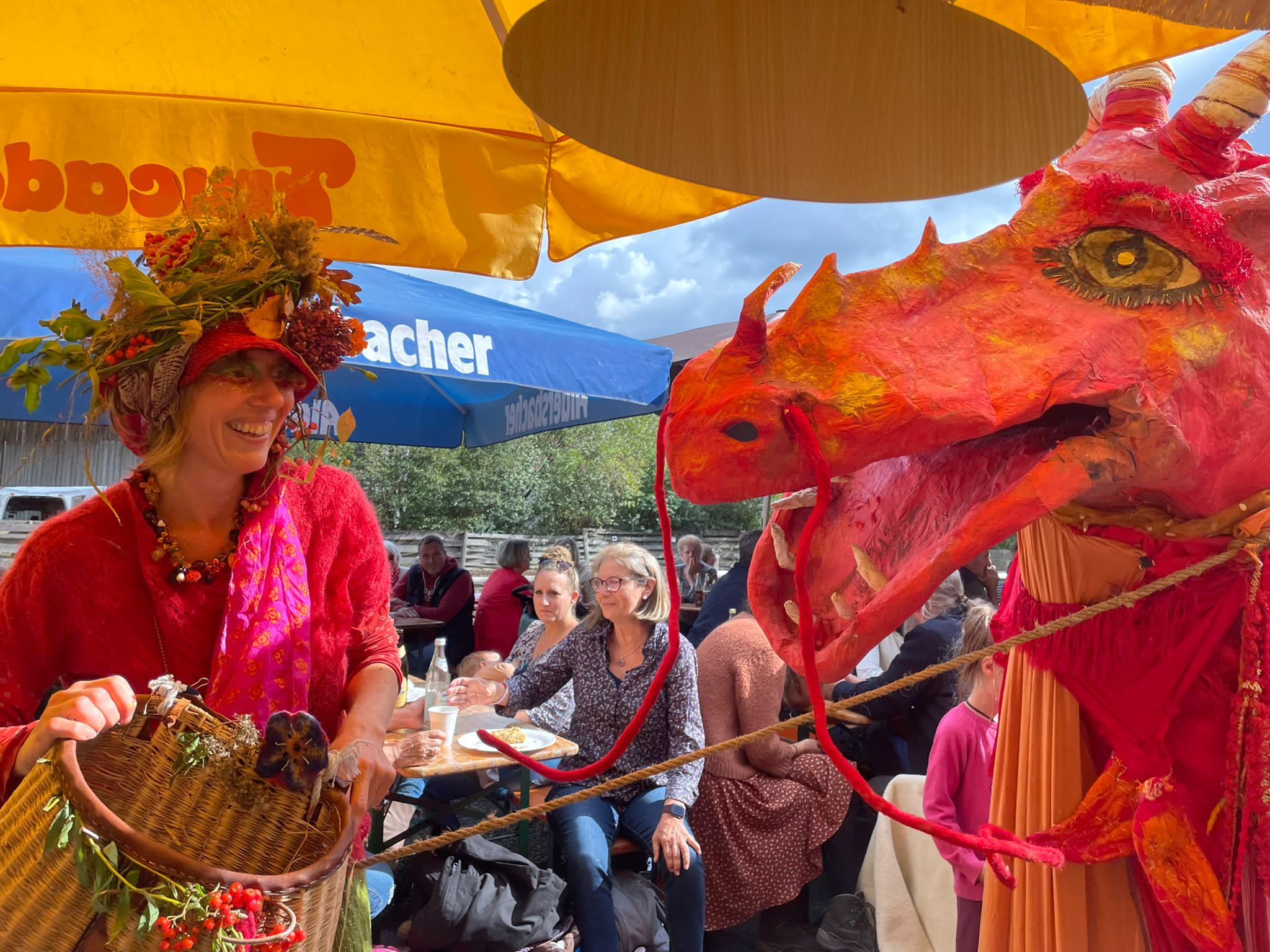
Künstler und Schausteller aus der Region Niederbayern.

In Schönerting befindet sich der Landhof Eineder, dessen Schank- und Tafelrecht durch eine gräfliche Urkunde im Jahre 1787 an die inhabende Familie ging. Verbürgt ist die Erwähnung der Gastronomie bereits im 15. Jahrhundert, zu der Zeit als auch die Nikolauskirche des Dorfes erbaut wurde; später erfolgte ein Umbau im neugotischen Stil.
Regionale Aufmerksamkeit fand Schönerting über die kulturelle Veranstaltung Kunst und Pferd, bei der Werke von Künstlern der Umgebung ausgestellt und Aufführungen wie Pferdeschaubilder dargeboten werden. Die Veranstaltung zieht jährlich mehrere hundert Gäste an. Im Jahr 2022 feierte Kunst und Pferd sein 25-jähriges Bestehen.

## Vereine
- Freiwillige Feuerwehr Schönerting
- Verein Pferd und Mensch e.V. Schönerting